# Zeche Flörchen
Die Zeche Flörchen war ein Steinkohlenbergwerk in Essen-Heisingen. Das Bergwerk war auch unter dem Namen Zeche Flörken bekannt. Es befand sich in unmittelbarer Nähe der Straße von Schellenberg nach Baldeney. Heute befindet sich in diesem Bereich der Stauseebogen.

## Bergwerksgeschichte
Am 25. April 1793 wurde durch den Abt von Werden bei der Verleihung der Konzession zur Wiedereröffnung der Zeche Flor auch die mitentdeckte Nebenbank Flörchen mitverliehen. Das Bergwerk war mindestens seit dem Jahr 1802 in Betrieb. Ab dem Jahr 1804 wird es in den Unterlagen nicht mehr genannt, vermutlich wurde es stillgelegt. Am 10. Juni und am 3. Juli 1844 erfolgte die Verleihung der Berechtsame. 1854 erfolgte, zusammen mit der Zeche Flor, die Konsolidation zur Zeche Flor & Flörchen.